# Anisodes condensata
Anisodes condensata là một loài bướm đêm trong họ Geometridae.